# Oncinopus
Oncinopus is een geslacht van kreeftachtigen uit de klasse van de Malacostraca (hogere kreeftachtigen).

## Soorten
- Oncinopus angustifrons Takeda & Miyake, 1969
- Oncinopus araneus (De Haan, 1839)
- Oncinopus neptunus Adams & White, 1848
- Oncinopus postillonensis Griffin & Tranter, 1986
- Oncinopus subpellucidus Stimpson, 1857